# Тадо Мінсо (володар Ланни)
Тадо Мінсо (*бірм. သတိုးမင်းစေ, тай. พระช้อย; 1579 — 1608/1609) — 18-й володар держави Ланна у 1607/1608—1608/1609 роках. У північних таїв відомий (Ланна) як Ту Луанг, в південних таїв (Аюттхаї) — Пхра Чой.

## Життєпис
Походив з Першої династії Таунгу, молодшої гілки. Старший син Норахта Мінсо, правителя Ланни, й Сінбюшин Медо (доньки Тадодхаммаязи II, віцекороля П'ї). Народився 1579 році. 1599 року очолював війська в оборонні від аютххайської армії Наресуана. 1600 року від імені батька вів перемовини з останнім, за яким було визнано зверхність Аюттхаї.
Сам Тадо Мінсо рушив до Аюттхаї, де одружився з донькою Наресуана. Тут мешкав до кінця 1607 року. Коли його батько помер, то аюттхайський володар Екатотсарот надав Тадо Мінсо війська для встановлення на тронні Ланни. В цей час за підтримки частині знаті його брат Мін'є Дейбба. Тадо Мінсо, попри на всі спроби, не зміг захопити столицю Чіангмай. Втім прийняв тронне ім'я Сатоечава, провівши церемонію інтронізації в Лампангу. Підтвердив залежність від Аюттхаї.
Помер на початку 1609 року, номінально панувавши протягом 13 місяців.